# Naďa Benešová
Naďa Benešová (* 23. November 1923 in Čáslav; † 1. Mai 2000 ebenda, geborene Naďa Skřivánková) war eine tschechische Badmintonspielerin, Autorin und Übersetzerin. 

## Karriere
Naďa Benešová wurde 1961 erstmals nationale Meisterin in der Tschechoslowakei, wobei sie sowohl im Mixed als auch im Damendoppel erfolgreich war. Sieben weitere Titelgewinne folgten bis 1966. Verdient machte sie sich insbesondere um die Förderung des Badmintonsports. Für die EBU gab sie die statistischen Handbücher heraus. Beruflich war sie als Autorin und Übersetzerin tätig.

## Sportliche Erfolge
| Saison | Veranstaltung                             | Disziplin   | Platz | Name                              |
| ------ | ----------------------------------------- | ----------- | ----- | --------------------------------- |
| 1961   | Tschechoslowakische Einzelmeisterschaften | Mixed       | 1     | Petr Lacina / Naďa Benešová       |
| 1961   | Tschechoslowakische Einzelmeisterschaften | Damendoppel | 1     | Naďa Benešová / Jiřina Krappelová |
| 1962   | Tschechoslowakische Einzelmeisterschaften | Mixed       | 1     | Petr Lacina / Naďa Benešová       |
| 1962   | Tschechoslowakische Einzelmeisterschaften | Dameneinzel | 1     | Naďa Benešová                     |
| 1962   | Tschechoslowakische Einzelmeisterschaften | Damendoppel | 1     | Naďa Benešová / Ivana Houfová     |
| 1963   | Tschechoslowakische Einzelmeisterschaften | Mixed       | 1     | Petr Lacina / Naďa Benešová       |
| 1963   | Tschechoslowakische Einzelmeisterschaften | Damendoppel | 1     | Naďa Benešová / Ivana Houfová     |
| 1964   | Tschechoslowakische Einzelmeisterschaften | Dameneinzel | 1     | Naďa Benešová                     |
| 1966   | Tschechoslowakische Einzelmeisterschaften | Mixed       | 1     | Jiří Kral / Naďa Benešová         |